# IR-Klasse YM
Bei der Baureihe YM der Indian Railways (IR) handelt es sich um Tenderlokomotiven mit der Achsfolge 1’C2’ für die Meterspur. Sie gehört zu den von IR entwickelten Standardbaureihen, eine Weiterentwicklung der Lokomotiven nach dem Indian Railway Standard (IRS).

## Geschichte
1954 bestellten die Indian Railways bei dem japanischen Lokomotivbauer Nippon Sharyo zwölf Tenderlokomotiven zum Einsatz vor kurzen Personenzügen. Sie wurden 1956 geliefert und bei der regionalen Central Railway (CR) eingesetzt. Drei Exemplare kamen anfangs zur Southern Railway (SR), wurden aber bald auch zum Lokomotivdepot der CR in Lallaguda in der Nähe von Secunderabad verlegt. Hauptsächlich waren sie vor Zügen auf der Strecke zwischen Bolarum über Secunderabad nach Hyderabad im Dienst.
Bei der Einführung der South Central Railway (SCR) und der damit verbundenen Neugliederung der umliegenden Regionalgesellschaften im Oktober 1966 kamen alle 12 Exemplare zur SCR, die seitdem in dieser Region den Zugverkehr betreibt. 1975 waren noch alle Lokomotiven dort im Einsatz.
Technisch waren diese Lokomotiven mehr oder weniger eine Kopie, wenn auch in kleinerer Ausführung, der für die indische Breitspur konstruierten Klasse WM.

## Geplante Varianten
Ursprünglich planten die Indian Railways auch eine mit Klasse YS bezeichnete schwere Tenderlokomotive mit der Achsanordnung 1’E3’ (2-10-6). 1957 wurden diese Pläne aber verworfen und man entwarf stattdessen eine größere schwerere Version der Klasse YM mit 10,5 t Radsatzfahrmasse und einer Dienstmasse von 73 t. Es wurde ein Bedarf von 89 Stück für den Nahverkehr und als Rangierlokomotiven ermittelt. Man entschied sich aber letztendlich, angesichts der wachsenden Bedeutung von Diesel- und Elektrolokomotiven, diese nicht in Auftrag zu geben und vorerst vorhandene überschüssige Lokomotiven der Klasse YL zu verwenden.